# 07-Ghost
07-Ghost (jap. セブンゴースト Sebun gōsuto) – manga autorstwa Yuki Amemiyi i Yukino Ichihary. Była publikowana w magazynie „Gekkan Comic Zero Sum” wydawnictwa Ichijinsha od kwietnia 2005 do sierpnia 2013. Na jej podstawie Studio Deen stworzyło 25-odcinkowy serial anime, emitowany od kwietnia do września 2009.

## Fabuła
Teito Klein to szesnastoletni uczeń akademii wojskowej Cesarstwa Barsburskiego. Jest on jednym z najzdolniejszych uczniów i mimo że jego niewolnicza przeszłość nie daje o sobie zapomnieć, Teito jest na najlepszej drodze do stania się oficerem. W dniu egzaminu do szkoły przybywa jeden z dowódców wojskowych, Ayanami, który ma osobiście śledzić jego przebieg. Ich spotkanie niespodziewanie obudzi jednak w Teito wspomnienia z dzieciństwa, co zmusi go do ucieczki z akademii. Chłopiec zostaje na szczęście uratowany i przygarnięty przez Kościół, lecz niedługo przyjdzie mu się cieszyć spokojem, gdyż na Teito czekają mroczne tajemnice, zaś nieobliczalny Ayanami nie cofnie się przed niczym, by pochwycić zbiega.

## Manga
Manga była publikowana w magazynie „Gekkan Comic Zero Sum” wydawnictwa Ichijinsha od 28 kwietnia 2005 do 28 sierpnia 2013. Jej rozdziały zostały zebrane w 17 tomach w formacie tankōbon, wydawanych od 25 listopada 2005 do 25 września 2013. Między 25 lipca 2015 a 25 marca 2016 ukazała się 9-tomowa edycja bunkoban.

## Anime
Manga 07-Ghost została zaadaptowana na telewizyjny serial anime przez Studio Deen. Za reżyserię odpowiadał Yoshihiro Takamoto, scenariusz napisała Natsuko Takahashi, postacie zaprojektował Maki Fujii, a muzykę skomponował Kōtarō Nakagawa. Anime było nadawane od 7 kwietnia do 22 września 2009, licząc 25 odcinków. Motyw otwierający, „Aka no kakera” (jap. 緋色のカケラ), wykonuje Yuki Suzuki, natomiast motyw końcowy, „Hitomi no kotae” (jap. 瞳のこたえ), zaśpiewała Noria.